# Coteaux du Languedoc
Die AOC Coteaux du Languedoc ist ein Weinbaugebiet in der Region Languedoc-Roussillon im Süden Frankreichs, verteilt über die Départements Hérault und Aude. Es ist eines der ältesten Weinbaugebiete Frankreichs, bereits die Griechen pflanzten hier vor etwa 2500 Jahren Reben. Das Gebiet, das am 24. Dezember 1985 für seine Rot- und Roséweine den Status als Appellation d’Origine Contrôlée verliehen bekam, grenzt im Osten an das Weinbaugebiet Costières de Nîmes, im Westen erstreckt es sich bis Narbonne. Nach Norden bilden die Ausläufer des Massif Central die geografische Grenze und im Süden das Mittelmeer.
Die Produktionsfläche umfasst knapp 10.000 Hektar, aus der etwa 256.000 Hektoliter vinifiziert werden. Die Appellation ist damit die größte innerhalb des Languedoc. Der Anteil an Rotweinen liegt bei 70 %, Rosé- und Weißweine haben je einen Anteil von 15 %. Das Gebiet, zu dem insgesamt 141 Gemeinden zählen, ist in sieben Unterappellationen und Ortsappellationen unterteilt. Diese dürfen ihre eigene Namensbezeichnung an die Appellation anhängen.
- Grès de Montpellier
  - Saint-Drézéry
  - Saint-Georges d’Orques
  - Vérargues
  - La Méjanelle
  - Saint-Christol
- Pézenas
  - Carbrières
- Terres des Sommières
- Pic St. Loup
- Terrasses de Bezier
- Terrasses du Larzac
  - Montpeyroux
  - Saint-Saturnin
- Picpoul de Pinet
- La Clape und Quatourze

Die drei führenden Unterappellationen sind La Clape, Pic St. Loup und Grès de Montpellier.

## Geschichte
Griechen und Etrusker brachten um 600 v. Chr. den Weinbau ins Languedoc. Bald erkannte man die sehr günstigen klimatischen Bedingungen und die Produktion stieg enorm an, so dass die Weine nach Ägypten, Griechenland und in die Türkei exportiert wurden. Dies unterband jedoch der römische Kaiser Domitian im Jahr 92, um die eigene Produktion zu schützen. Nach Jahrhunderten der Stagnation führte die Öffnung des Canal du Midi im Jahre 1680 zu neuen Handelsmöglichkeiten. Ende des 19. Jahrhunderts verursachte die Reblauskatastrophe riesige Schäden. In der Folge wurden neue Qualitätskriterien für die Weinproduktion beschlossen. Diese Anstrengungen wurden erstmals 1945 mit der Benennung der ersten Vin Délimité de Qualité Supérieure (VDQS) belohnt. Im Jahre 1948 erhielt Clairette du Languedoc den Status als eigene AOC. Im Mai 1982 folgten die Anbaugebiete Saint-Chinian und Faugères, im Dezember 1985 dann die Coteaux du Languedoc zunächst für seine Rot- und Roséweine, 1988 dann auch für die Weißweine. Die Subappellation La Clape besitzt seit dem Frühjahr 2009 einen eigenen AOC-Status.

## Orographie und Klima
Das Weinbaugebiet ist durch eine vielfältige Landschaft und unterschiedlichste Böden geprägt, wodurch Weine von individuellem Charakter entstehen.
Von Süden nach Norden lassen sich drei Zonen unterscheiden:
- die Küstenebene mit Erhebungen nicht über 50 m
- das Garigue-bedeckte hügelige Hinterland mit einer Höhe bis zu 300 m
- die Ausläufer der Montagne Noire und der Cevennen

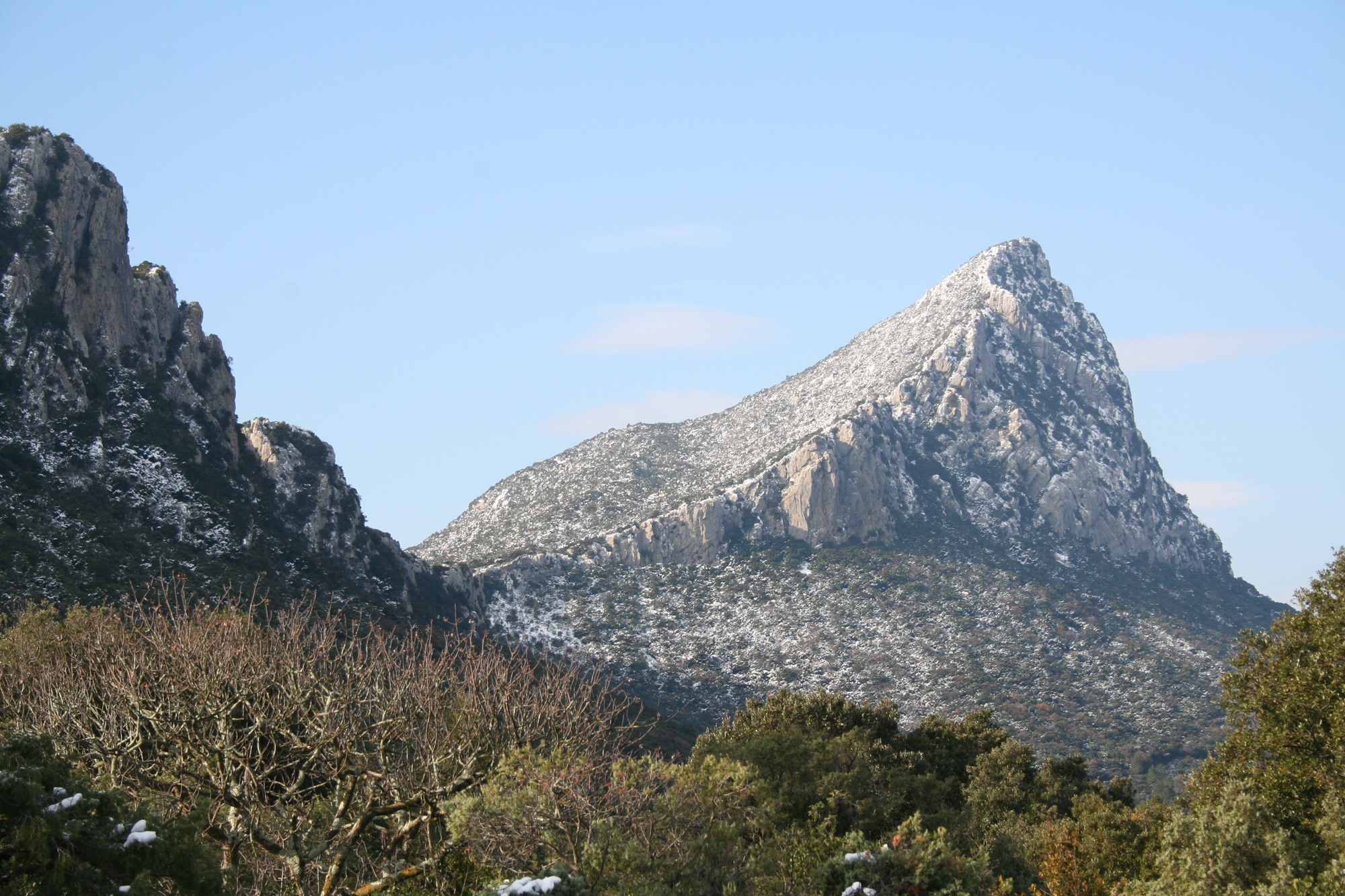
Der Pic-St. Loup im Winter

Landschaftlich herausragend ist der 658 m hohe Pic-St. Loup, etwa 20 km nordöstlich von Montpellier, der der gleichnamigen Subappellation seinen Namen gibt und einen prägenden Einfluss auf den Charakter der dort produzierten Weine hat. Ebenso verhält es sich mit dem Massif de la Clape, einem etwa 15000 Hektar großen Kalksteinmassiv, das östlich Narbonnes an der Mündung des Flusses Aude ins Mittelmeer etwa 200 m aufragt. Die Höhenlage und der vom Meer wehende, kühlende Wind ermöglichen die Produktion ganz individueller Weine. Besonders die Weißweine, die hier hauptsächlich aus der Rebsorte Bourboulenc gekeltert werden, haben eine beachtliche Qualität.
Eine große Vielfalt von Bodentypen ist im Coteaux du Languedoc zu finden. In den küstennahen Bereichen ist es ein Wechsel von Alluvialböden, Kalksteinen und mineralhaltigen Lehmböden. Im Hinterland bis an die Ausläufer der Gebirge finden sich eisenhaltige Lehmböden, geröllhaltige Kalksteinböden, Schiefer und nährstoffarme Sandböden. Häufig werden die Rebstöcke auf Terrassen angebaut.
Im gesamten Weinbaugebiet ist das Klima mediterran ausgeprägt, d. h. die Sommer sind niederschlagsarm und sehr heiß. In den höheren Lagen kühlt es nachts stärker aus. Diese höhere interdiurne Temperaturvariabilität ist ein wichtiger Einflussfaktor bei der Ausprägung eines ausgewogenen Frucht-Säure-Spiels im Wein. An der Küste sorgt der maritime Einfluss für etwas niedrigere Temperaturen. Im Winter fallen die Niederschläge meist als Regen, es bleibt praktisch frostfrei.
Unterschiedliche regionale Winde haben Einfluss auf die Rebentwicklung. Zwischen den Ausläufern der Montage Noire und der Pyrenäen weht von Nordwesten her an vielen Tagen der trockene und kühlende Cers. Im Osten des Weinbaugebietes sorgt der Einfluss des Mistral für trockene Luft, was sich als günstig für die Rebstöcke erweist.

## Rebsorten

### Rote Rebsorten
Um eine höhere Qualität im Anbaugebiet zu erreichen, wurden im vergangenen Jahrhundert andere Sorten eingeführt, dazu zählen Syrah und Mourvèdre. Diese beiden bilden zusammen mit der im Languedoc ursprünglich beheimateten Grenache Noir die Hauptsorten im Verschnitt mit einem Anteil von mindestens 50 %. Nebensorten sind Cinsault und Carignan noir. In den einzelnen Unterappellationen sind die Anteile der Hauptsorten meist noch höher.

### Weiße Rebsorten
Für die Herstellung von Weißwein werden viele verschiedene Sorten verschnitten. Die Hauptsorten mit einem Anteil von mindestens 70 % sind Bourboulenc, Clairette Blanche, Grenache Blanc, Piquepoul Blanc, Roussanne, Marsanne und Rolle (bekannter unter dem Namen Vermentino), zu einem geringeren Anteil dürfen Carignan Blanc, Maccabeu, Terret Blanc, Ugni Blanc und Viognier.
Eine Besonderheit weist die Subappellation Picpoul de Pinet auf, sie ist traubengebunden: der gleichnamige Wein wird sortenrein aus der Rebe Picpoul blanc, die eine der ältesten Rebsorten im Languedoc ist, gekeltert.

## Produktionskriterien
Der Ertrag ist für Rot- und Roséweine auf 50 Hektoliter je Hektar und für Weißweine auf 60 hl/ha begrenzt. In den Subappellationen Grés de Montpellier und Terrasses du Larzac sind es nur 45 hl/ha. In den letzten Jahren wurde im Coteaux du Languedoc ein durchschnittlicher Ertrag von 46 hl/ha erzielt.
Der Alkoholgehalt muss mindestens 11,5 Vol.-% betragen, in Grés de Montpellier und in den Terrasses du Larzac mehr als 12 Vol.-%.
Junge Reben erhalten in den einzelnen Gebieten zwischen dem dritten und siebten Jahr nach Pflanzung die Berechtigung als Appellationsweine verkauft zu werden.
Die Pflanzdichte beträgt mindestens 4000 Rebstöcke pro Hektar. Zum Teil wird auch dichter gepflanzt, um die Konkurrenz zwischen den Reben um Nährstoffe auf den kargen Böden zu erhöhen. Dies führt zu einem geringeren Gewicht der Trauben und einem niedrigeren Ertrag und damit zu einer Konzentration der Aromen in den Trauben.

## Umbenennung in AOC du Languedoc
Um die Vermarktung von Weinen aus dem Languedoc-Roussillon zu verbessern, wurde im Jahr 2007 die neue Superappellation AOC du Languedoc ins Leben gerufen. Sie schließt alle AOC von Nîmes bis zum Fuße der östlichen Pyrenäen im Roussillon ein. Als Basis gelten die Produktionskriterien der AOC Coteaux du Languedoc. Bis zum Jahr 2012 können Winzer dieser Appellation den alten Namen behalten.